# Wladimir Anatoljewitsch Maslennikow
Wladimir Anatoljewitsch Maslennikow (russisch Владимир Анатольевич Масленников; * 17. August 1994 in Lesnoi) ist ein russischer Sportschütze. Er schießt mit dem Kleinkalibergewehr und dem Luftgewehr.

## Erfolge
Wladimir Maslennikow, der für ZSKA Moskau antritt, nahm an den Olympischen Spielen 2016 in Rio de Janeiro mit dem Luftgewehr teil. Mit 629,0 Punkten wurde er Zweiter in der Qualifikation und schoss im Finale insgesamt 184,2 Punkte. Damit belegte er den dritten Rang hinter Niccolò Campriani und Serhij Kulisch und erhielt die Bronzemedaille. 2018 wurde er mit der Mannschaft im Dreistellungskampf mit dem Kleinkalibergewehr Weltmeister, zudem gewann er mit der Luftgewehr-Mannschaft Silber und belegte im Mixed mit dem Luftgewehr den dritten Platz. Auch bei den Europaspielen 2019 in Minsk gewann er eine im Mixed-Wettbewerb mit dem Luftgewehr mit Silber eine Medaille.
Für seinen Olympiaerfolg erhielt er den Verdienstorden für das Vaterland II. Klasse.